# Lajos Lajtai
Lajos Manó Lajtai, pseudonym Louis Lajtai, född 13 april 1900 i Budapest, Ungern, död 12 januari 1966 i Stockholm, var en  svensk kompositör av ungersk-judisk börd. 

## Biografi
Efter studier i Budapest och Wien började Lajtai skriva för diverse revyer. Han debut som operettkompositör kom 1923 med Az asszonyok bolondja, som uppfördes i Budapest. 1931 hade han premiär på operetten Katinka, med libretto av André Barde, som några år senare skulle skriva librettot som ligger till grund för Blåjackor.
På grund av den framväxande nazismen lämnade Lajtai Ungern 1935 och bosatte sig i Paris, Köpenhamn och senare i Sverige. Han samarbetade med Barde och kompositören Henri Christiné i operetten La Poule, som hade premiär 1936. Lajtai skulle komma att återanvända melodin La belle epoque under titeln Gå och fråga mamma i Blåjackor.
Lajtai blev svensk medborgare på 1940-talet.
Lajtai skrev operetten Blåjackor som uppfördes på Stora Teatern i Göteborg 1941 och på Oscarsteatern i Stockholm 1942. Den har filmatiserats två gånger, 1945 och 1964. Tillsammans med Staffan Tjerneld skrev han operetterna Serenad 1944 och Eskapad 1946, båda uruppförda på Oscarsteatern.
Efter kriget besökte Lajtai Ungern regelbundet. Han avled under ett besök där.
Lajos Lajtai var son till grosshandlaren Abraham Liebermann. Han är begraven i Budapest.

## Operetter (ej komplett)
- 1923 – Az asszonyok bolondja
- 1929 – Sisters
- 1930 – Az okos mama
- 1931 – Őfelsége frakkja
- 1932 – A Régi orfeum
- 1932 – A Rotschildok
- 1933 – Katinka (omarbetad version av Őfelsége frakkja), libretto André Barde, Pierre Varenne och Robert Delamere
- 1935 – Tonton, libretto André Barde
- 1936 – La Poule, tillsammans med Henri Christiné, libretto André Barde
- 1941 – Blåjackor, libretto Lauri Wylie
- 1944 – Serenad, libretto Staffan Tjerneld
- 1946 – Eskapad, libretto Staffan Tjerneld

## Filmmusik
- 1931 – Stenografi och kärlek
- 1931 – Dactylo
- 1931 – La segretaria privata
- 1935 – Az okos mama
- 1945 – Blåjackor
- 1952 – Kronans glada gossar
- 1964 – Blåjackor